# زاك لوند
زاك لوند (بالإنجليزية: Zach Lund)‏ هو متزلج صدري أمريكي، ولد في 22 مارس 1979 في سولت ليك في الولايات المتحدة.

## وصلات خارجية
- زاك لوند على موقع IBSF (الإنجليزية)
- زاك لوند على موقع اللجنة الأولمبية الدولية (الإنجليزية)
- زاك لوند على موقع أوليمبيديا (الإنجليزية)
- زاك لوند على موقع اللجنة الأولمبية والبارالمبية الأمريكية (الإنجليزية)